# Seznam mešit v Ázerbájdžánu
V následujícím seznamu jsou vyjmenovány některé mešity v Ázerbájdžánu:
- Mešita Taza Pir v Baku
- Mešita Cumə v Baku
- Mešita Şəhidlik ("Turecká mešita") v Baku
- Mešita Bibi Heybat v Baku, zničena roku 1934, přestavěna v roce 1997
- Mešita Šáha Abbase v Gəncə
- Modrá mešita (Baku) v Baku
- Mešita Ajdarbey v Baku
- Mešita Ilahiyat v Baku
- Mešita Imáma Husejna v Baku
- Mešita Elmlar v Baku
- Mešita Abu Bakr v Baku
- Mešita Haci Sultan v Baku
- Mešita Cumə Abu Bakra v Baku
- Mešita Cumə (Şəki) v Şəki
- Mešita Gobustan v Baku
- Mešita Katarského fondu v Gachu
- Mešita Seida Ašrafa v Horadiz
- Mešita Came v Baku
- Mešita Rahima Xanim v Baku
- Mešita Beş Barmaq v Siazanu
- Mešita Sakina Xanim v Gubě
- Mešita Govhar Agha v Šuše